# ATP Challenger Bytom
Das ATP Challenger Bytom (offiziell: ZRE Katowice Bytom Open) war ein Tennisturnier, das von 2007 bis 2010 jährlich in Bytom, Polen stattfand. Es gehörte zur ATP Challenger Tour und wurde im Freien auf Sand gespielt. Laurent Recouderc gewann als einziger Spieler das Turnier mehrmals (2008–2009).

## Liste der Sieger

### Einzel
| Jahr | Sieger                | Finalgegner           | Ergebnis |
| ---- | --------------------- | --------------------- | -------- |
| 2010 | Pere Riba             | Facundo Bagnis        | 6:0, 6:3 |
| 2009 | Laurent Recouderc (2) | Jan Hájek             | 6:3, 6:4 |
| 2008 | Laurent Recouderc (1) | Pablo Santos González | 6:3, 6:4 |
| 2007 | Peter Luczak          | Simone Vagnozzi       | 6:3, 6:3 |

### Doppel
| Jahr | Sieger                                       | Finalgegner                         | Ergebnis         |
| ---- | -------------------------------------------- | ----------------------------------- | ---------------- |
| 2010 | Ivo Klec Artem Smyrnow                       | Konstantin Krawtschuk Iwan Serhejew | 1:6, 6:3, [10:3] |
| 2009 | Pablo Santos González Gabriel Trujillo Soler | Jan Hájek Dušan Karol               | 6:3, 7:63        |
| 2008 | Marcin Gawron Mateusz Kowalczyk              | Raphael Durek Błażej Koniusz        | 6:4, 3:6, [10:7] |
| 2007 | Hugo Armando Brian Dabul                     | Tomasz Bednarek Michał Przysiężny   | 6:4, 1:6, [10:5] |